# Stibeutes gravenhorstii
Stibeutes gravenhorstii är en stekelart som beskrevs av Förster 1850. Stibeutes gravenhorstii ingår i släktet Stibeutes och familjen brokparasitsteklar. Arten är reproducerande i Sverige. Inga underarter finns listade i Catalogue of Life.